# Pauline Henckel von Donnersmarck

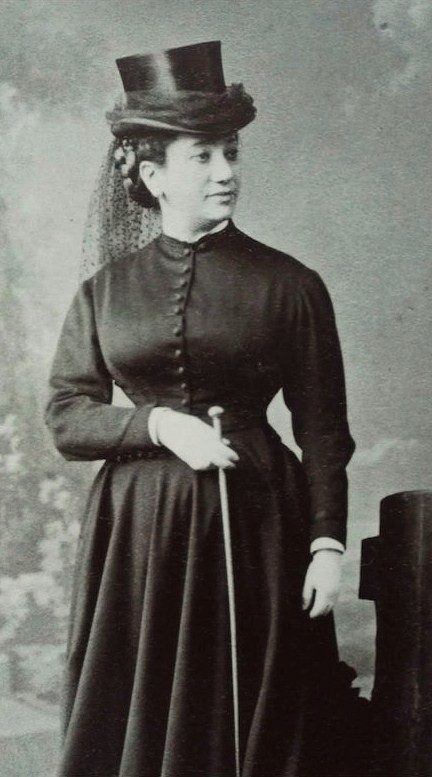
Marquise de Païva

Pauline Reichsgräfin Henckel von Donnersmarck (* 7. Mai 1819 in Moskau als Esther Lachmann; bekannt als Marquise de Païva oder La Païva; † 21. Januar 1884 auf Schloss Neudeck) war eine Pariser Kurtisane des 19. Jahrhunderts.
Sie war berühmt für ihre dekadenten Feste in ihrem Hôtel de la Païva auf den Pariser Champs-Élysées, die das Bild des Zweiten Kaiserreiches maßgeblich mitgeprägt haben.

## Leben
Donnersmarck wurde als Kind von armen polnischen Juden im Moskauer Ghetto geboren. Ihr Vater war Weber. 1836 heiratete sie den Schneider Antoine Villoing, mit dem sie einen gemeinsamen Sohn hatte, entfloh aber der Ehe und ließ sich in den Armenvierteln von Paris im 4. Arrondissement nieder, wo sie zusätzlich den Namen Thérèse annahm und sich bemühte, einen wohlhabenden Verehrer zu finden.
Ihre Bemühungen hatten Erfolg, und sie ging eine Liebesbeziehung mit dem Komponisten und Klavierbau-Unternehmer Henri Herz ein, der ihr Zugang zu Künstlerkreisen verschaffte. Vermutlich haben sie in London geheiratet, obwohl sie als verheiratete Frau nicht erneut hätte heiraten dürfen; mit ihm hatte sie eine Tochter.
Einflussreiche Personen besuchten sie in ihrem Pariser Salon, darunter Richard Wagner, Hans von Bülow, Émile de Girardin und Théophile Gautier. Die dafür erforderlichen Aufwendungen hätten Henri Herz beinahe wirtschaftlich ruiniert. Er versuchte in der Folge, in den USA Geschäftsmöglichkeiten zu finden, um seine Einkünfte zu steigern. Da Pauline Donnersmarck aber dessen ungeachtet während seiner Abwesenheit ihren aufwendigen Lebensstil fortsetzte, wurde sie von seiner Familie vor die Tür gesetzt.
Sie nahm nun ihren Aufenthalt im Hotel Valin und wurde von einem ihrer zahlreichen Verehrer als Modistin beschäftigt. 
In Baden-Baden lernte sie den portugiesischen Marquis Albino Francesco de Païva-Araujo kennen. Ihr erster Ehemann war mittlerweile an Schwindsucht gestorben, so dass sie nun ohne Ehehindernisse den Marquis am 5. Juni 1851 heiraten konnte und über Nacht ein Vermögen, einen Titel und den Spitznamen La Païva erwarb. Später kehrte der Marquis nach Portugal zurück. Die Ehe wurde erst 1871 annulliert. Im darauf folgenden Jahr erschoss sich der Marquis.
Donnersmarck wurde charakterisiert als rothaarige Schönheit mit Charme und überdurchschnittlicher Intelligenz, aber auch als ehrgeizig, eitel und skrupellos: Diese Eigenschaften hätten sie in der Pariser Geschäftswelt nach oben gespült. Sie sei als Mäzenin tätig gewesen, doch nicht unbedingt geschmackvoll in der Wahl der geförderten Künstler.
Ihre letzte Eroberung war Reichsgraf Guido Henckel von Donnersmarck (1830–1916), Cousin des Reichskanzlers Otto von Bismarck und einer der reichsten Männer seiner Zeit. Er war elf Jahre jünger als sie, ließ ihr ein Hôtel particulier an der Avenue des Champs-Élysées erbauen (Hôtel de la Païva), ein Juwel von einem Stadtpalast, hinter dessen Neo-Renaissance-Fassade mit Marmor-Intarsien und vorgeschobenem hängendem Garten sich ein extravaganter eklektizistischer Stilmix verbirgt, erwarb für sie das Schloss Pontchartrain in Jouars-Pontchartrain und überschüttete sie mit allem Luxus. Zeitgenössische Berichte sprechen davon, dass sie regelmäßig Kleidung und Schmuck im Wert von zwei Millionen Francs am Körper trug.
Pauline Donnersmarck wurde zugeschrieben, sie habe sich um eine Versöhnung von Gambetta und Bismarck verdient gemacht.
Das Ehepaar von Donnersmarck wurde im Jahre 1878 unter dem Verdacht der Spionage aus Frankreich ausgewiesen. Das Paar ging daraufhin nach Deutschland und lebte auf Schloss Neudeck in Neudeck in Oberschlesien, wo Pauline Donnersmarck 1884 im Alter von 64 Jahren starb.

## Bilder

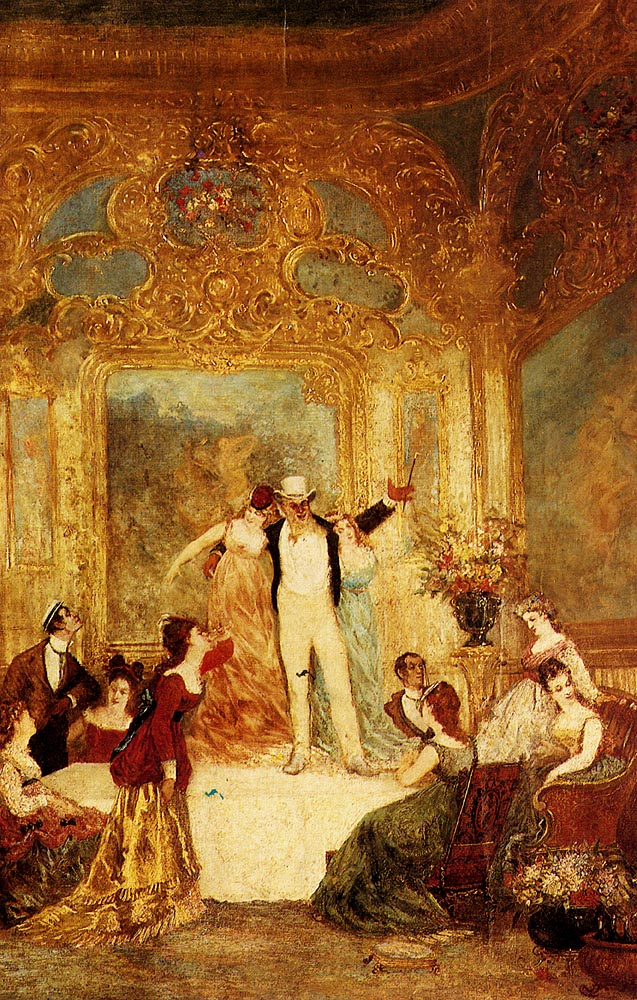
Une soirée chez La Païva von Adolphe Monticelli
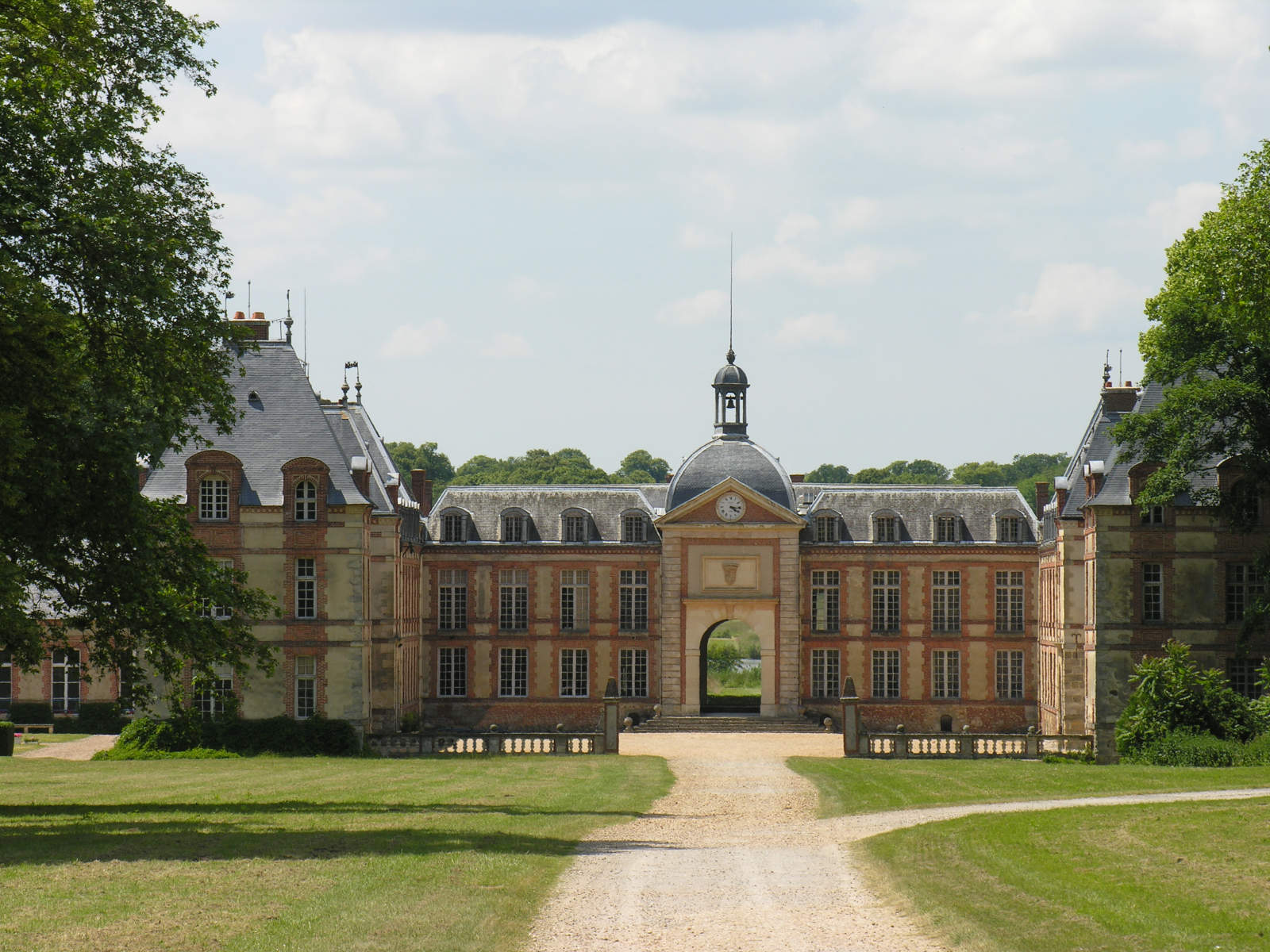
Château de Pontchartrain
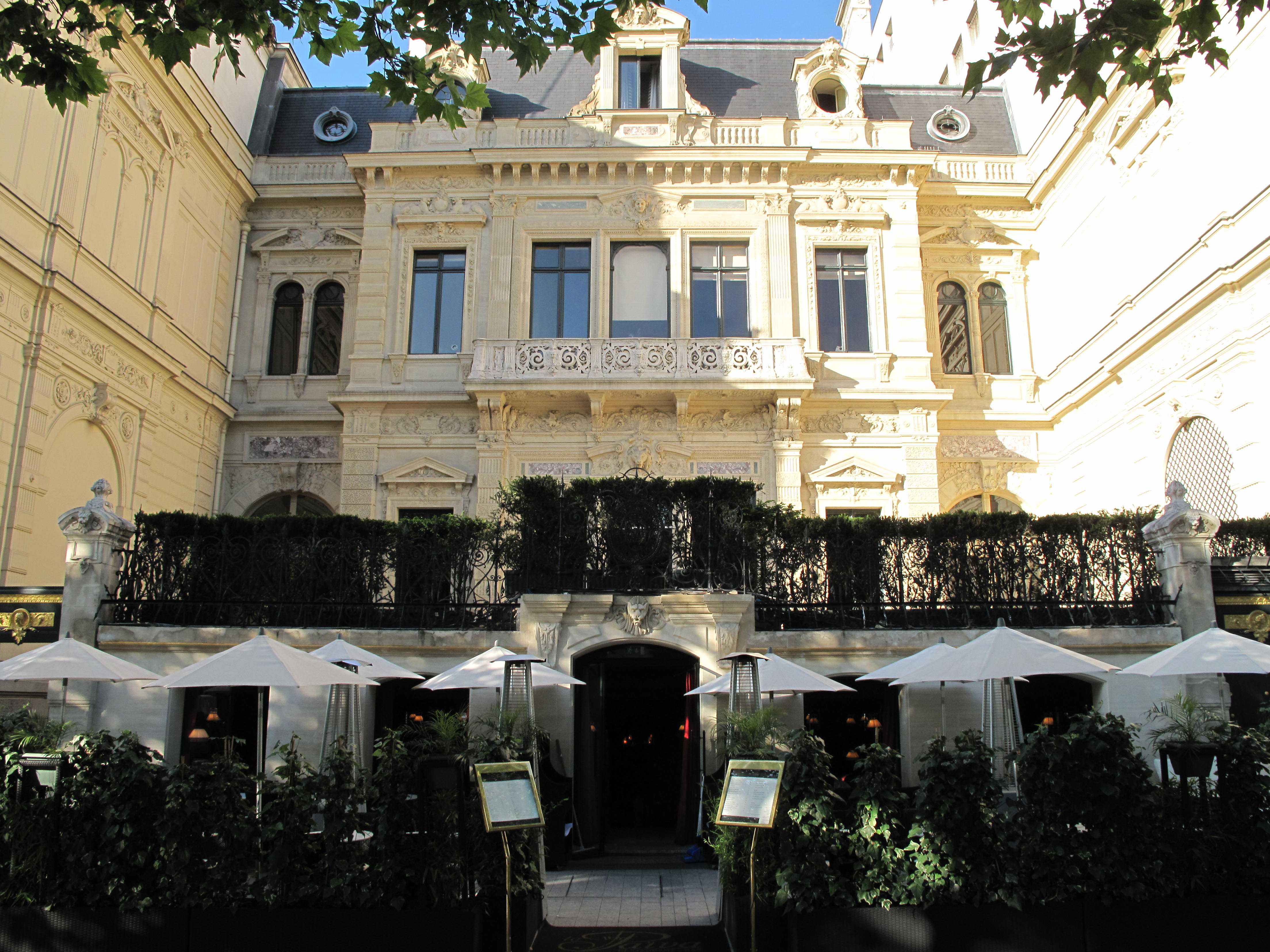
Die Neo-Renaissance-Fassade des Hôtel de la Païva (2009)